# Association Sportive et Culturelle Niarry-Tally Grand-Dakar Biscuiterie
Maillots
Actualités
L'ASC Niarry-Tally Grand-Dakar Biscuiterie est un club de football sénégalais basé à Dakar.

## Histoire
ASC Niarry-Tally est un club de football sénégalais créé le 21 février 1981 et basé dans la ville de Dakar. 
Le club est vainqueur de la coupe de la ligue sénégalaise en 2012, son premier trophée national après avoir battu le club de la banlieue dakarois de AS Pikine sur le score d'un but à zéro.
En 2016, ASC Niarry-Tally remporte la coupe du Sénégal en battant le club ziguinchorois de Casa Sports sur le score de trois buts à zéro.
Après avoir été relégué en troisième division sénégalaise de football en 2022, ASC Niarry-Tally remporte la finale de la National 1 contre le RS Yoff et remonte en deuxième division. 

## Palmarès
- Championnat du Sénégal :
  - Vice-champion :  2010 et 2015[5]

- Coupe de la Ligue sénégalaise :
  - Vainqueur : 2012
- Coupe du Sénégal:
  - Vainqueur: 2016

- National 1 :
  - Champion en 2022-2023[6]

- Coupe de l'Assemblée nationale (1)
  - Vainqueur : 2016